# 紀縱群
紀縱群，生卒年不詳，浙江乌程人，明朝政治人物。恩贡出身。
崇禎八年，擔任廣東廣州府永安縣知縣（現紫金縣知縣）。后由劉廷祚接任。